# Mainato-de-mascarilha-amarela

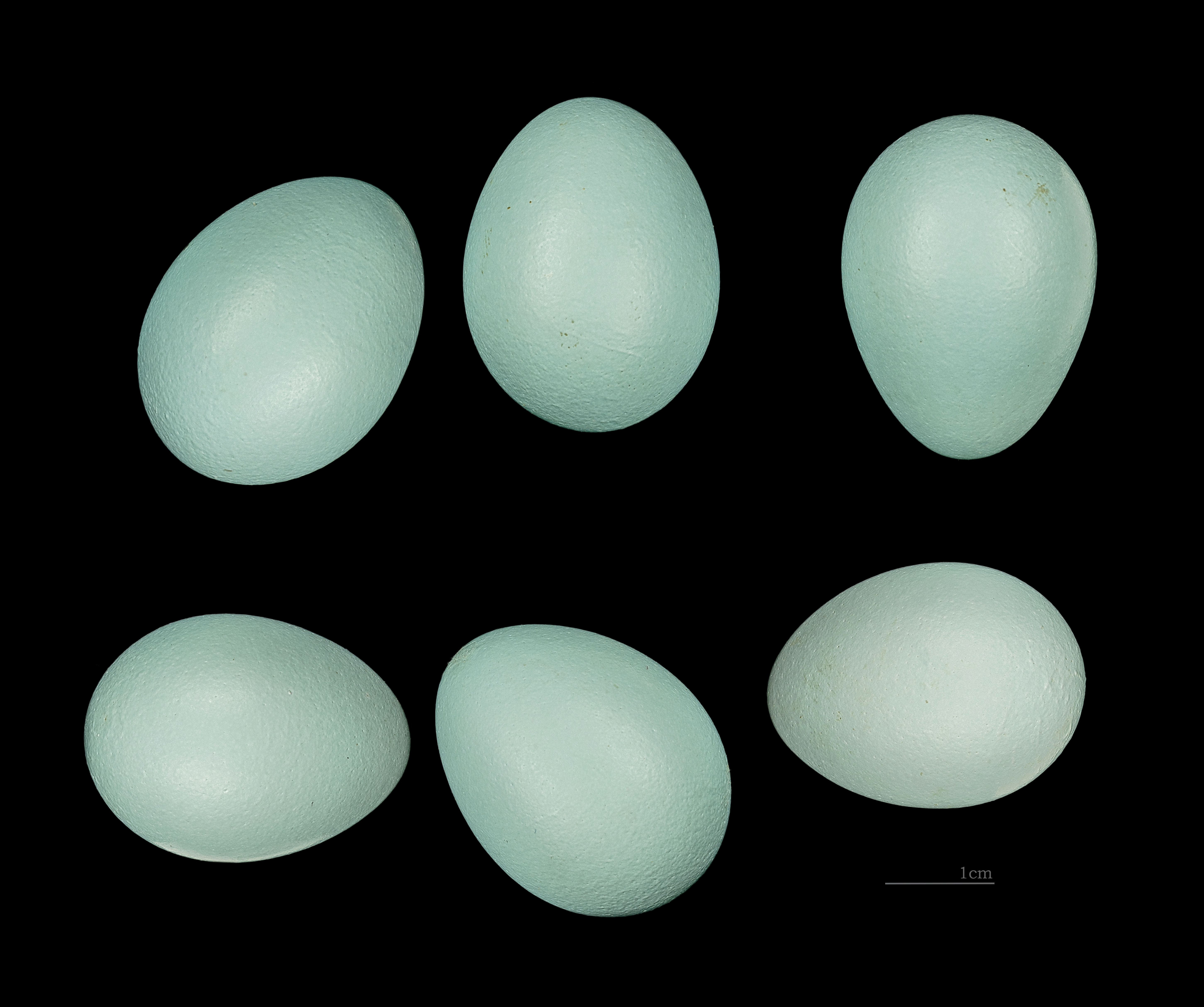
Acridotheres tristis MHNT

Mainato-de-mascarilha-amarela ou mainá-indiano (nome científico: Acridotheres tristis) é uma mainá da família dos esturnídeos (Sturnidae), nativa da Ásia. Uma ave onívora da floresta aberta com um forte instinto territorial, se adaptou extremamente bem aos ambientes urbanos. Seu alcance está aumentando a uma taxa tão rápida que em 2000 a Comissão de Sobrevivência de Espécies da IUCN declarou-o uma das espécies mais invasoras do mundo e uma das apenas três aves listadas entre "100 das piores espécies invasoras do mundo" que representam um ameaça à biodiversidade, agricultura e interesses humanos. Em particular, a espécie representa uma séria ameaça aos ecossistemas da Austrália, onde foi nomeada "A Praga/Problema Mais Importante" em 2008.

## Taxonomia
Em 1760, o zoólogo francês Mathurin Jacques Brisson incluiu uma descrição do mainato-de-mascarilha-amarela em sua Ornithologie, com base em um espécime que erroneamente acreditava ter sido coletado nas Filipinas, e usou o nome francês Le merle des Philippines e o latim Merula Philippensis. Embora Brisson tenha cunhado nomes latinos, não estão de acordo com o sistema binomial e não são reconhecidos pela Comissão Internacional de Nomenclatura Zoológica. Quando o naturalista sueco Carlos Lineu atualizou seu Systema Naturae em 1766, à 12.ª edição, adicionou 240 espécies que haviam sido descritas anteriormente por Brisson. Um deles era o mainato-de-mascarilha-amarela. Lineu incluiu uma breve descrição, cunhou o nome binomial Paradisea tristis e citou o trabalho de Brisson. A localização tipo foi posteriormente corrigida para Pondicherri no sul da Índia. O nome específico tristis é latim para "triste" ou "sombrio". Esta espécie é agora colocada no gênero Acridotheres que foi introduzido pelo ornitólogo francês Louis Jean Pierre Vieillot em 1816. O nome genérico Acridotheres é do grego ακριδος (akridos), que significa gafanhoto, e θηρας (theras), que significa caçador.
Duas subespécies são reconhecidas:
- mainato-indiano (A. t. tristis) (Lineu, 1766) – É encontrado desde o sul do Cazaquistão, Turquemenistão e leste do Irã até o sul da China, Indochina, península Malaia e sul da Índia. Também foi introduzido no Havaí e na América do Norte. Populações do noroeste de seu alcance às vezes foram separadas como subespécie distinta, A. t. neumanni, enquanto populações do Nepal e Mianmar foram descritas como A. t. tristoides.[15]
- mainato-do-seri-lanca (A. t. melanosternus) (Legge, 1879) – Seri Lanca. É mais escura que a subespécie indiana e tem coberturas primárias metade pretas e metade brancas e uma bochecha amarela maior.[16][17]

## Descrição
O mainato-de-mascarilha-amarela é facilmente identificado pelo corpo marrom, cabeça preta com capuz e a mancha amarela nua atrás do olho. O bico e as pernas são amarelas brilhantes. Há uma mancha branca nas primárias externas e o forro da asa na parte inferior é branco. Os sexos são semelhantes e as aves geralmente são vistas aos pares. O mainato-de-mascarilha-amarela obedece à regra de Gloger em que as aves do noroeste da Índia tendem a ser mais pálidas do que suas contrapartes mais escuras no sul da Índia.

### Vocalização
Os chamados incluem grasnidos, grasnados, gorjeios, cliques, assobios e 'rosnados', e o pássaro muitas vezes afofa as penas e balança a cabeça cantando. Grita alertas para seu companheiro ou outras aves em casos de predadores nas proximidades ou quando está prestes a decolar. Os mainatos-de-mascarilha-amarela são populares como pássaros de gaiola por suas habilidades de canto e "fala". Antes de dormir em poleiros comunais, vocalizam em uníssono, o que é conhecido como "ruído comunitário".

### Morfometria
- Comprimento do corpo: 23 centímetros (9,1 polegadas).[16]

| Parâmetro                 | Macho   | Fêmea   |
| ------------------------- | ------- | ------- |
| Peso médio (gramas)       | 109.8   | 120-138 |
| Corda da asa (milímetros) | 138-153 | 138-147 |
| Bico (milímetros)         | 25-30   | 25-28   |
| Tarso (milímetros)        | 34-42   | 35-41   |
| Cauda (milímetros)        | 81-95   | 79-96   |

## Distribuição e habitat
O mainato-de-mascarilha-amarela é nativo da Ásia, com sua área de vida inicial abrangendo Irã, Paquistão, Índia, Nepal, Butão, Bangladexe e Seri Lanca, Afeganistão, Usbequistão, Tajiquistão, Turquemenistão, Mianmar, Malásia, Cingapura, Tailândia peninsular, Indochina, Japão (continental e as ilhas Léquias) e China. Foi introduzido em muitas outras partes do mundo, como Canadá, Austrália, Israel, Nova Zelândia, Nova Caledônia, Fiji, Estados Unidos (somente no sul da Flórida), África do Sul, Cazaquistão, Quirguistão, Usbequistão, ilhas Caimã, ilhas do Oceano Índico (Seicheles, Maurícia, Reunião, Madagascar, Maldivas, ilhas Andamão e Nicobar e o arquipélago das Laquedivas) e também em ilhas do Atlântico (como Ascensão e Santa Helena), Oceano Pacífico e Chipre. O alcance da espécie está aumentando de modo que, em 2000, a Comissão de Sobrevivência de Espécies da IUCN o declarou entre as 100 piores espécies invasoras do mundo.
O mainato-de-mascarilha-amarela é normalmente encontrado em floresta aberta, cultivo e em torno de habitação. Embora seja adaptável, sua população é anormal e considerada praga em Cingapura (onde é chamada localmente como gembala kerbau, literalmente "pastor de búfalo") devido à competição com o mainato-de-java (Acridotheres javanicus). Prospera em ambientes urbanos e suburbanos; em Camberra, por exemplo, 110 espécimes foram liberados entre 1968 e 1971. Em 1991, a densidade populacional em Camberra era em média de 15 aves por quilômetro quadrado. Apenas três anos depois, um segundo estudo encontrou uma densidade populacional média de 75 aves por quilômetro quadrado na mesma área. A ave provavelmente deve seu sucesso nos ambientes urbanos e suburbanos de Sidnei e Camberra às suas origens evolutivas; tendo evoluído nas florestas abertas da Índia, é pré-adaptado a habitats com estruturas verticais altas e pouca ou nenhuma cobertura vegetal do solo, características características das ruas da cidade e reservas naturais urbanas. Junto com estorninhos-comuns (Sturnus vulgaris), pardais-domésticos (Passer domesticus) e pombos-comuns (Columba livia) selvagens, é um incômodo aos edifícios, pois seus ninhos bloqueiam calhas e canos de esgoto, causando danos externos.

## Comportamento

### Reprodução

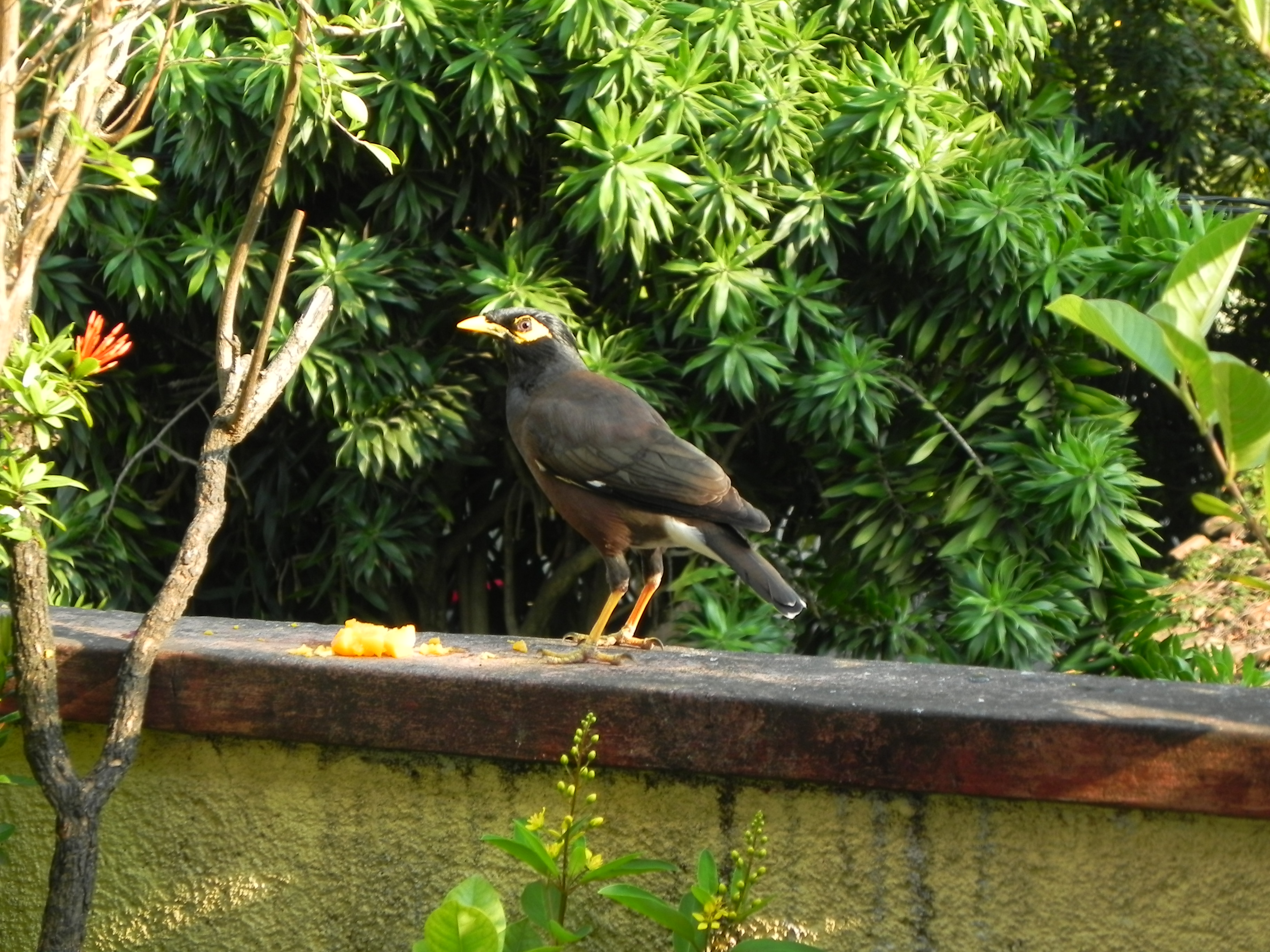
Espécime num jardim em Colombo, Seri Lanca

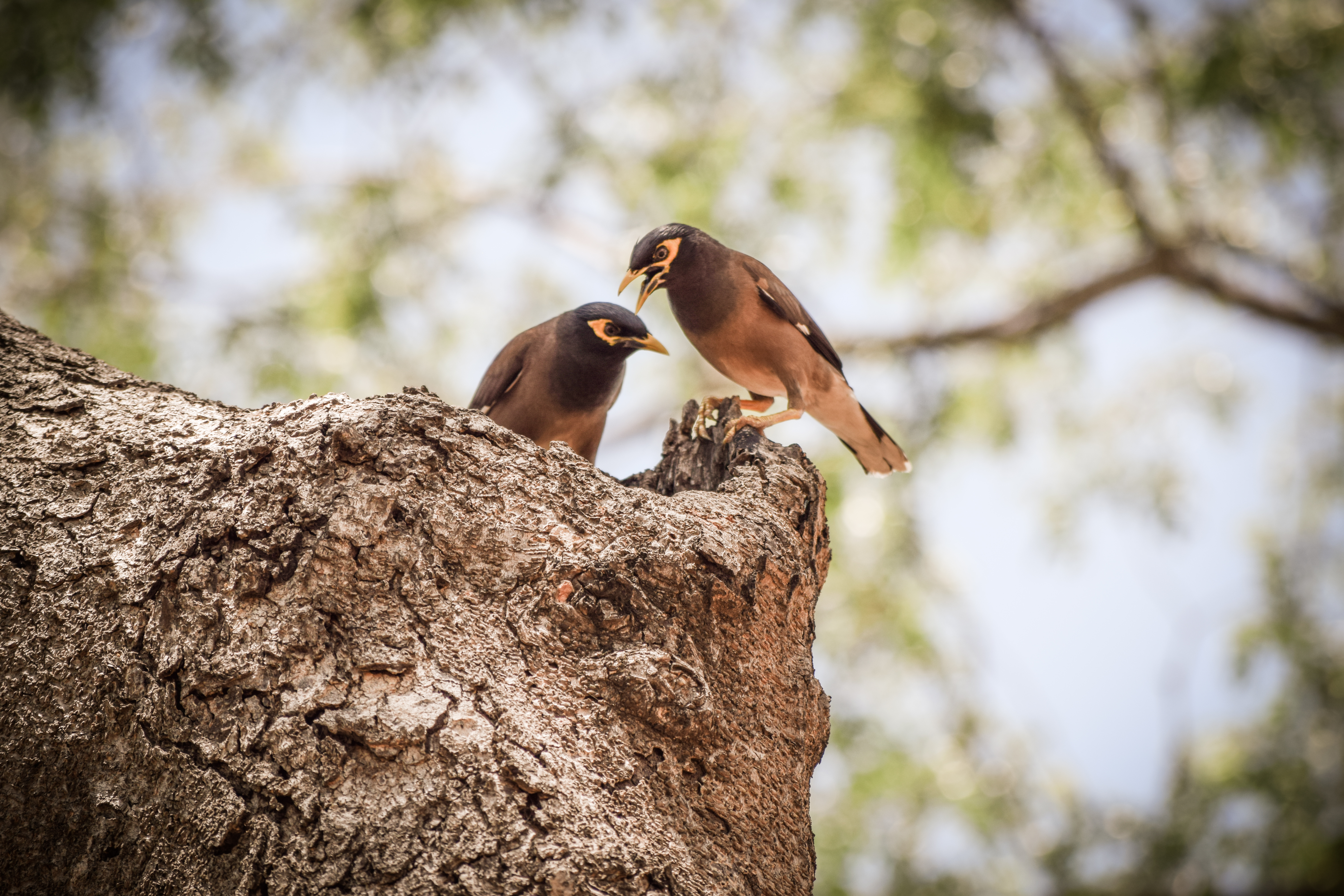
Casal avistado em Guntur, Índia

Acredita-se que os mainatos-de-mascarilha-amarela parem por toda a vida. Se reproduzem durante grande parte do ano, dependendo da localização, construindo seu ninho num buraco numa árvore ou parede. Se reproduzem em altitudes de 0–3 mil metros (0–9.843 pés) no Himalaia. O tamanho normal da ninhada é de 4 a 6 ovos. O tamanho médio do ovo é de 30,8 por 21,99 milímetros (1 + 1⁄4 polegada × 3⁄4 polegada). O período de incubação é de 17 a 18 dias e o período de emplumação é de 22 a 24 dias. O coel-asiático (Eudynamys scolopaceus) às vezes é parasita de ninhada nesta espécie. O material de nidificação usado pelos mainatos-de-mascarilha-amarela inclui galhos, raízes, estopa e lixo. São conhecidos por usar papel de seda, papel alumínio e pele de cobra solta.
Durante a época de reprodução, o orçamento de atividade diurna do mainato-de-mascarilha-amarela em Pune em abril a junho de 1978 foi registrado para incluir o seguinte: atividade de nidificação (42%), varredura do ambiente (28%), locomoção (12%), alimentação (4%), vocalização (7%) e atividades e interações relacionadas à limpeza (7%). O mainato-de-mascarilha-amarela usa os ninhos de pica-paus, periquitos, etc. e leva facilmente poedouros; foi registrado despejando os filhotes de pares previamente nidificados, segurando-os no bico e, mais tarde, às vezes, nem mesmo usando os poedouros vazios. Esse comportamento agressivo contribui para seu sucesso como espécie invasora. Há também algumas evidências que mostram que em ambientes introduzidos, a espécie opta por nidificar em estruturas mais modificadas e artificiais do que em cavidades naturais de árvores quando comparadas às espécies nativas.

### Alimentação
Como a maioria dos estorninhos, o mainato-de-mascarilha-amarela é onívoro. Alimenta-se de insetos, aracnídeos, crustáceos, répteis, pequenos mamíferos, sementes, grãos e frutas e resíduos descartados da habitação humana. Forrageia no chão entre a grama para insetos, e especialmente para gafanhotos, de onde recebe o nome genérico Acridotheres, "caçador de gafanhotos". No entanto, se alimenta de ampla variedade de insetos, principalmente colhidos do solo. É um polinizador cruzado de flores como Salmalia e Erythrina. Anda no chão com saltos ocasionais e é um alimentador oportunista de insetos perturbados por gado pastando, bem como campos de grama queimados. Vivendo nas proximidades de habitats feitos pelo homem, também podem aparecer perto de estradas para se alimentar de atropelamentos.

### Comportamento de poleiro

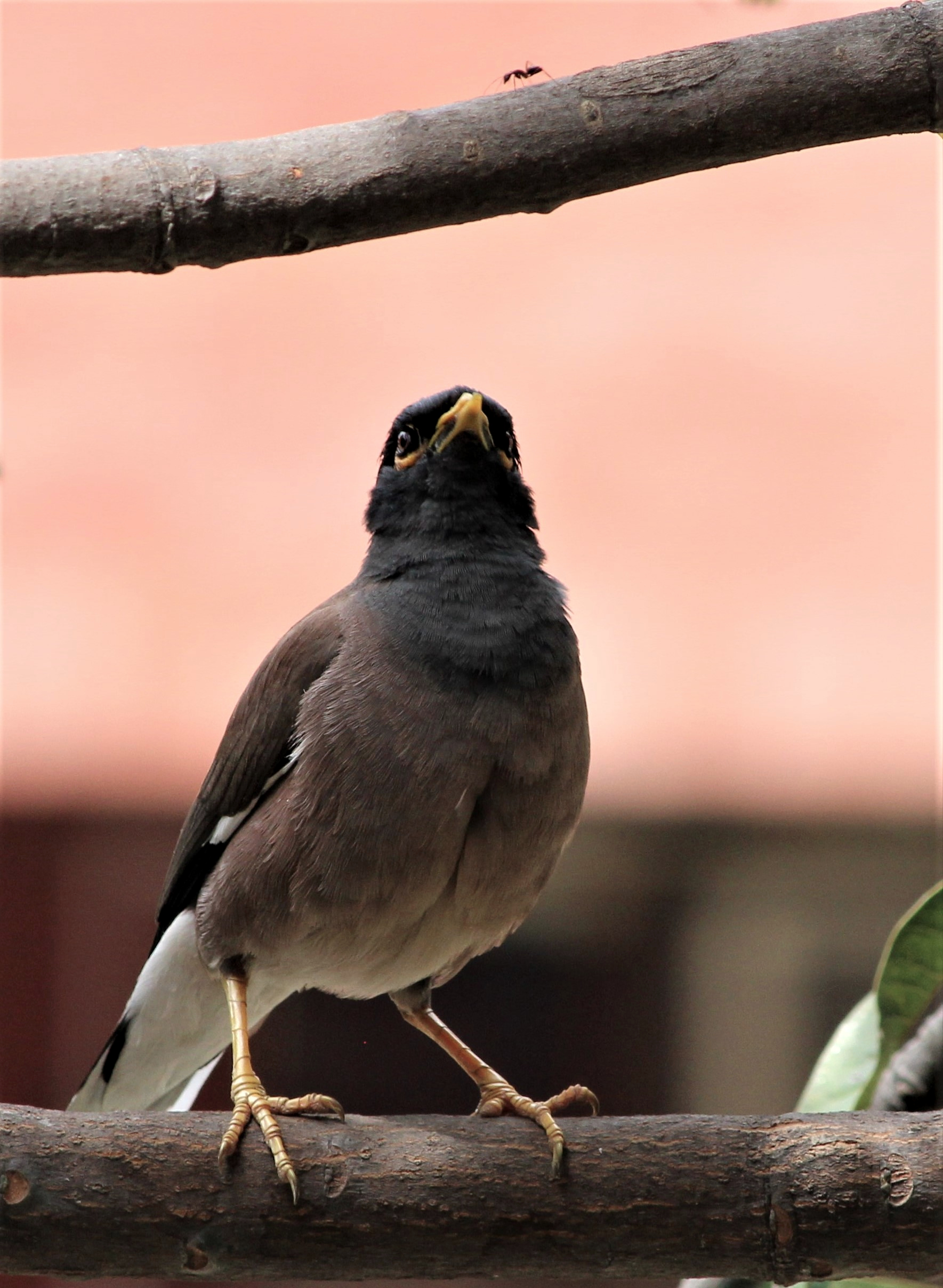
Espécime em Chandigar, Índia

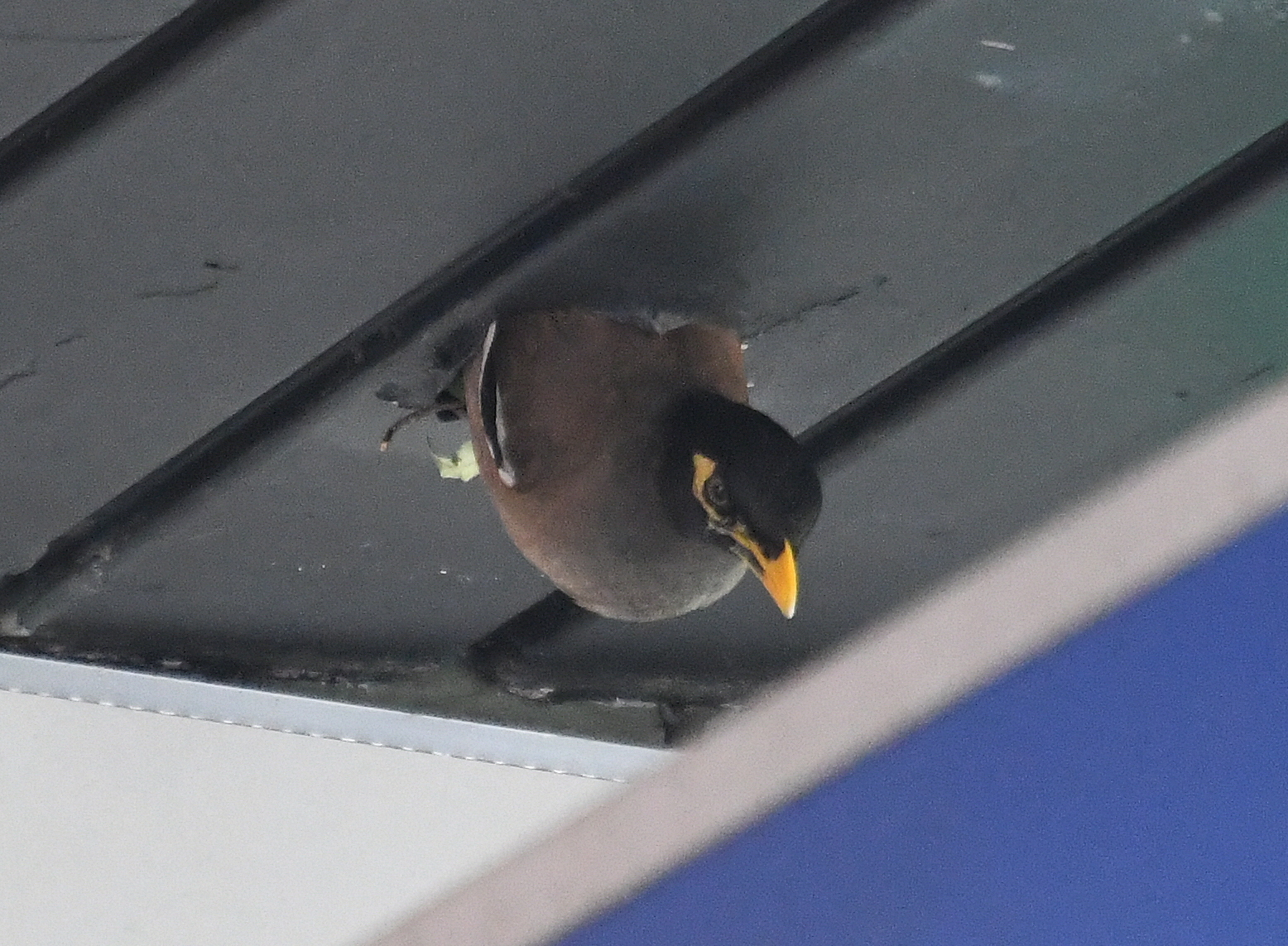
Espécime nidificando num buraco numa loja em Sidnei

Mainatos-de-mascarilha-amarela empoleiram-se comunitariamente durante todo o ano, em bandos puros ou mistos com mainatos-cinzentos (Acridotheres fuscus), estorninhos-rosados (Sturnus roseus), gralhas-indianas (Corvus splendens), gralhas-selváticas-indianas (Corvus culminatus), gralhas-selváticas-orientais (Corvus levaillantii), gralhas-de-bico-grosso (Corvus macrorhynchos), garças-vaqueiras (Bubulcus ibis), periquitos-de-colar (Psittacula krameri) e outras aves. A população de poleiros pode variar de menos de cem a milhares. O horário de chegada dos mainatos-de-mascarilha-amarela ao poleiro começa antes e termina logo após o pôr do sol e partem antes do nascer do sol. A hora e o tempo de chegada e partida, o tempo necessário para o assentamento final no dormitório, a duração do sono comunal, o tamanho do bando e a população variam sazonalmente. A função do empoleiramento comunitário é sincronizar várias atividades sociais, evitar predadores e trocar informações sobre fontes de alimento. As exibições comunitárias (pré-poleiro e pós-poleiro) consistem em manobras aéreas que são exibidas na época de pré-reprodução (novembro a março). Supõe-se que esse comportamento esteja relacionado à formação de pares.

## Espécie invasora
A IUCN declarou o mainato-de-mascarilha-amarela como uma das três únicas aves entre as 100 piores espécies invasoras do mundo (as outras duas são o bulbul-de-crisso-vermelho (Pycnonotus cafer) e o estorninho-comum (Sturnus vulgaris)). Os franceses o introduziram no século XVIII, de Pondicherri à Maurícia, com o objetivo de controlar os insetos, chegando a aplicar multa a quem perseguisse a ave. Desde então, foi amplamente introduzido em outros lugares, incluindo áreas adjacentes no Sudeste Asiático, Madagascar, Oriente Médio, África do Sul, Estados Unidos, Argentina, Alemanha, Espanha e Portugal, Reino Unido, Austrália, Nova Zelândia e várias ilhas oceânicas nos oceanos Índico e Pacífico, incluindo populações proeminentes em Fiji e Havaí. É considerado uma praga na África do Sul, América do Norte, Oriente Médio, Austrália, Nova Zelândia e muitas ilhas do Pacífico. É particularmente problemático na Austrália. Vários métodos foram tentados para controlar o número de aves e proteger as espécies nativas.

### Austrália
Na Austrália, o mainato-de-mascarilha-amarela é uma praga invasiva. Frequentemente é a ave predominante em áreas urbanas ao longo de toda a costa leste. Em uma votação popular de 2008, o pássaro foi nomeado "A Praga/Problema Mais Importante" na Austrália e ganhou o apelido de "rato voador" devido ao seu número e ao seu comportamento de limpeza. Também é conhecido como "sapo-cururu do céu". No entanto, há pouco consenso científico sobre a extensão de seu impacto sobre as espécies nativas. Foi introduzido pela primeira vez na Austrália entre 1863 e 1872, em Vitória, para controlar insetos nas hortas de Melbourne. A ave provavelmente se espalhou para Nova Gales do Sul (onde atualmente é mais populosa) por volta da mesma época, mas a documentação é incerta. O pássaro foi posteriormente introduzido em Queenslândia como predador de gafanhotos e besouros-da-cana (Dermolepida albohirtum). Populações na Austrália estão agora concentradas ao longo da costa leste ao redor de Sidnei e seus subúrbios, com populações mais esparsas em Vitória e algumas comunidades isoladas em Queenslândia. Durante 2009, vários conselhos municipais de Nova Gales do Sul iniciaram testes de captura de espécimes num esforço para reduzir seus números.
O mainato-de-mascarilha-amarela pode viver e se reproduzir numa ampla gama de temperaturas, desde os invernos rigorosos de Camberra até o clima tropical de Cairns. Populações autossustentáveis foram encontradas em regiões com temperatura média mensal mais quente não inferior a 23,2 ° C (73,8 ° F) e temperatura média mensal mais fria não inferior a -0,4 ° C (31,3 ° F), implicando que poderia se espalhar de Sidnei para o norte ao longo da costa leste até Cairns, e para oeste ao longo da costa sul até Adelaide, mas não à Tasmânia, Darwin ou as regiões áridas do interior.

### Europa
Em 2019, os mainatos-de-mascarilha-amarela foram adicionados à Lista de Espécies Exóticas Invasoras de Interesse da União. Eles se estabeleceram na Espanha e em Portugal e foram introduzidos na França, onde ocasionalmente se reproduziam.

### Nova Zelândia
O mainato-de-mascarilha-amarela foi introduzido tanto nas ilha do Norte e Sul da Nova Zelândia na década de 1870. No entanto, as temperaturas mais frias do verão na ilha do Sul parecem ter impedido a taxa de sucesso reprodutivo das populações do sul, impedindo a proliferação da espécie, que era praticamente inexistente lá na década de 1890. Em contraste, a população da ilha do Norte foi capaz de se reproduzir com mais sucesso e grandes porções da ilha estão agora povoadas. No entanto, no sul da ilha do Norte, as temperaturas mais frias do verão, como as da ilha do Sul, impediram o estabelecimento de grandes populações de mainato-de-mascarilha-amarela. Desde a década de 1950, continuaram a migrar ao norte e, posteriormente, povoando além da região de Waikato, levando a maioria de sua população bem-sucedida a prosperar em regiões de latitude mais alta devido ao clima mais quente. Atualmente, tornaram-se especialmente comuns em regiões de latitude mais alta, particularmente na região de Nortelândia, mas raramente encontrados ao sul de Whanganui.

### África do Sul
Na África do Sul, onde escapou à natureza em 1902, tornou-se muito comum e sua distribuição é maior onde as populações humanas são maiores ou onde há mais distúrbios humanos. O pássaro também é notório por ser uma praga, chutando outros pássaros de seus ninhos e matando seus filhotes devido ao forte instinto territorial. Na África do Sul é considerada grande praga e perturbora do habitat natural e foi declarada uma espécie invasora, exigindo seu controle. Estudos morfológicos mostram que o processo de classificação espacial está em ação na expansão do alcance de A. tristis na África do Sul.

### Estados Unidos
No Havaí, está competindo com muitas aves nativas por alimentos e áreas de nidificação. Para estudar a genética de invasão e dinâmica em escala de paisagem de A. tristis, os cientistas desenvolveram recentemente 16 marcadores microssatélites nucleares polimórficos usando a abordagem de sequenciamento de próxima geração (NGS).

### Efeito sobre os ecossistemas e os seres humanos

#### Ameaças às aves nativas

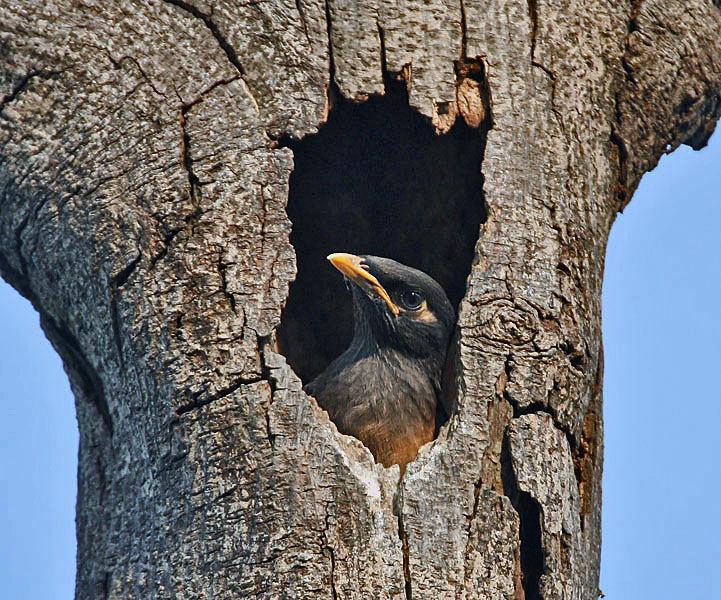
Subadulto no ninho em Bengala Ocidental

O mainato-de-mascarilha-amarela é uma espécie de ninho oco; isto é, nidifica e se reproduz em cavidades protegidas encontradas naturalmente em árvores ou artificialmente em edifícios (por exemplo, peitoris de janelas rebaixados ou beirais baixos). Comparado às espécies nativas de ninhos ocos, é extremamente agressivo, e os machos reprodutores defendem ativamente áreas que variam de até 0,83 hectare (embora os machos em ambientes urbanos densamente povoados tendam a defender apenas a área imediatamente ao redor de seus ninhos). Também é conhecido por manter até dois poleiros simultaneamente; um poleiro temporário de verão perto dum local de reprodução (onde toda a comunidade masculina local dorme durante o verão, o período de maior agressão) e um poleiro permanente durante todo o ano onde a fêmea choca e incuba durante a noite. Machos e fêmeas protegem ferozmente ambos os poleiros em todos os momentos, levando a uma maior exclusão de pássaros nativos.

#### Ameaça às lavouras e pastagens
O mainato-de-mascarilha-amarela (que se alimenta principalmente de insetos terrestres, frutas tropicais como uvas, ameixas e algumas bagas e, em áreas urbanas, alimentos humanos descartados) representa séria ameaça às culturas de mirtilo australiano, embora sua principal ameaça seja para espécies de aves nativas. No Havaí, onde foi introduzido para controlar Mythimna separata e agrótis nas plantações de cana-de-açúcar, o pássaro ajudou a espalhar a erva daninha Lantana camara pelas pastagens abertas das ilhas. Também foi registrada como a quarta praga aviária na indústria de frutas por uma pesquisa de 2004 do Agência de Fazenda Havaiana e a sexta em número de reclamações de pragas aviárias em geral.
O mainato-de-mascarilha-amarela pode causar danos consideráveis ao amadurecimento de frutas, principalmente uvas, mas também figos, maçãs, peras, morangos, mirtilos, goiaba, manga e fruta-pão. Culturas de cereais como milho, trigo e arroz são suscetíveis onde ocorrem perto de áreas urbanas. Empoleirar-se e aninhar-se com humanos cria preocupações estéticas e de saúde. Mainatos-de-mascarilha-amarela são conhecidos por transportar malária aviária e parasitas exóticos, como o ácaro Ornithonyssus bursia, que pode causar dermatite em humanos. Pode ajudar a espalhar ervas daninhas agrícolas: por exemplo, espalha as sementes de Lantana camara, que foi classificada como erva daninha de importância nacional por causa de sua invasão. São regularmente observados usurpando ninhos e cavidades, destruindo ovos e matando filhotes de espécies de aves nativas, incluindo aves marinhas e papagaios. Há evidências de que mataram pequenos mamíferos terrestres, como camundongos, esquilos e gambás, mas pesquisas adicionais sobre essas ocorrências estão sendo consideradas.

### Controle
O mainato-de-mascarilha-amarela sendo uma grande praga agrícola e representando uma ameaça para espécies nativas em países não nativos, é controlado por vários fatores. Espécimes são afugentados com dispositivos para espantar pássaros ou mortos com veneno, tiro e armadilhas de gaiola.

## Na cultura
Na literatura sânscrita, o mainato-de-mascarilha-amarela tem vários nomes e a maioria descreve a aparência ou o comportamento do pássaro. Os nomes śārikā (em sânscrito: सारिक) ou śāri (em sânscrito: शारि) parecem se referir a essa espécie, embora existam outros candidatos. Além de śārikā, os nomes incluem kalahapriya, que significa "aquele que gosta de discussões", referindo-se à natureza briguenta desse pássaro; chitranetra, que significa "olhos pitorescos"; peetanetra ("aquele com olhos amarelos") e peetapaad ("aquele com pernas amarelas").